# Васильев, Владимир Викторович
Влади́мир Ви́кторович Васи́льев (род. 18 апреля 1940, Москва, СССР) — русский артист балета, балетмейстер, хореограф, театральный и ТВ режиссёр, актёр, художник, поэт, педагог; народный артист СССР (1973). Кавалер ордена Ленина (1976), лауреат Ленинской премии (1970), Государственной премии СССР (1977), Государственной премии РСФСР им. братьев Васильевых (1984), Государственной премии РСФСР им. М. И. Глинки (1991) и премии Ленинского комсомола (1968).

## Биография
Родился 18 апреля 1940 года в Москве. Отец был шофёром, мать возглавляла отдел сбыта фабрики.
С 1947 года занимался в хореографическом кружке Кировского Дома пионеров, а с 1948 в ансамбле имени В. С. Локтева в Городском Доме пионеров в переулке Стопани.
В 1958 году окончил Московское хореографическое училище (ныне Московская государственная академия хореографии) по классу М. М. Габовича.
С 1958 по 1988 год — ведущий солист балетной группы Большого театра. Дебютировал в 1958 году в партии Юноши в балете «Шопениана» (Сильфиды — Г. С. Уланова, Н. В. Тимофеева, М. В. Кондратьева) и в 1959 году в партии Данилы («Каменный цветок» С. С. Прокофьева), год спустя стал первым исполнителем роли Иванушки в балете Р. К. Щедрина «Конёк-горбунок».

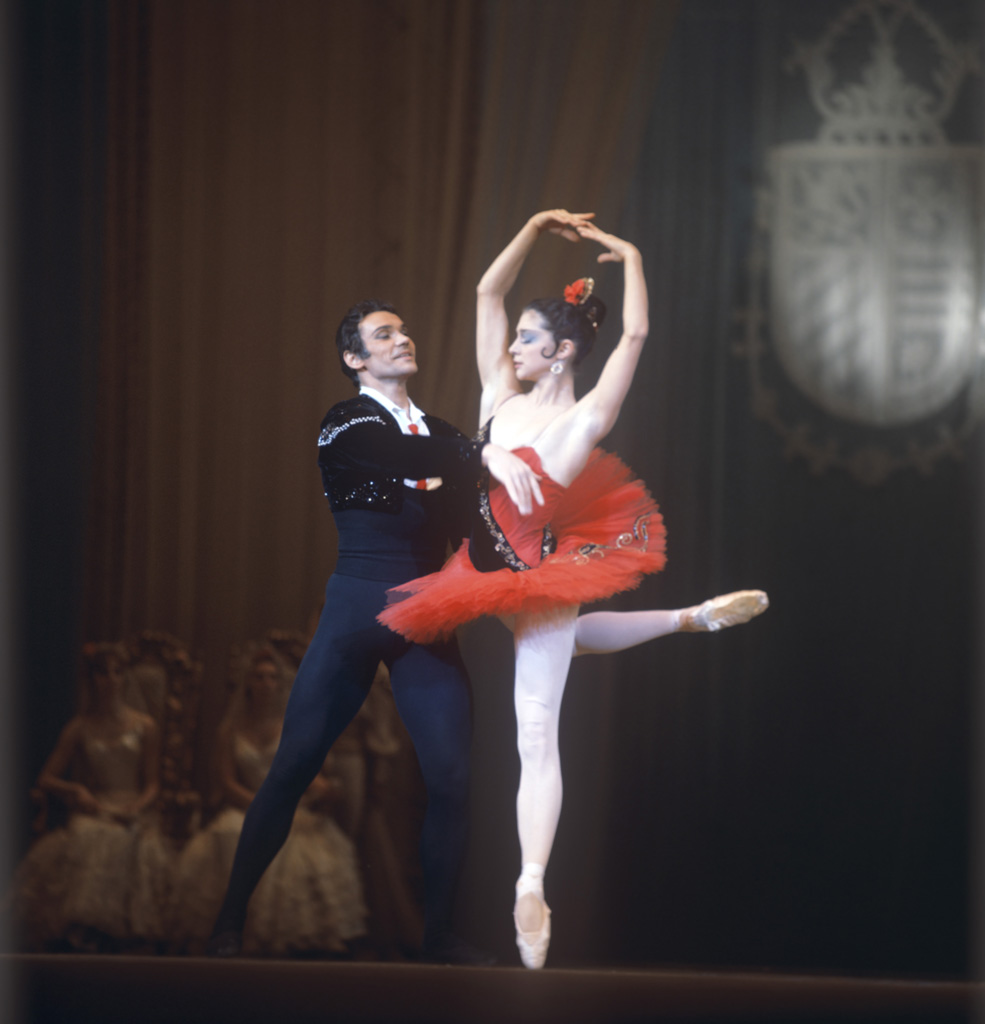
Владимир Васильев (Базиль) и Екатерина Максимова (Китри) в балете «Дон Кихот»

В совершенстве овладев искусством танца, за годы карьеры станцевал практически все ведущие партии классических и современных балетов, среди которых ― Базиль («Дон Кихот» Л. Минкуса, 1961), Паганини (одноимённый балет на музыку С. С. Рахманинова, 1962), Фрондозо («Лауренсия» А. Крейна, 1963), Петрушка(одноимённый балет И. Ф. Стравинского, 1964), Граф Альберт («Жизель» А. Адана, 1964), Щелкунчик-принц (одноимённый балет П. И. Чайковского, 1966) и Спартак (одноимённый балет А. И. Хачатуряна, 1968), Ромео («Ромео и Джульетта» С. С. Прокофьева, 1973), принц Дезире («Спящая красавица» П. И. Чайковского, 1973), Иван IV (Иван Грозный С. Прокофьева, 1975) и многие другие. Выступал также в балетах зарубежных постановщиков ― Р. Пети (балет «Голубой ангел»), М. Бежара (балет Петрушка, поставленный на Васильева), Л. Ф. Мясина. Создал яркие, запоминающиеся образы, зачастую предлагая новое их прочтение. Артист обладает высочайшей техникой танца, координацией движений, даром пластического перевоплощения и большим актёрским мастерством.
С 1971 года выступает в качестве хореографа, поставил ряд балетов на советской и зарубежной сцене, в числе которых «Икар» С. Слонимского (1971), «Макбет» (1980), «Анюта» на музыку В. Гаврилина (1986), «Ромео и Джульетта» С. Прокофьева и «Дон Кихот» Л. Минкуса (1990), "Золушка С. Прокофьева (1991), «Лебединое озеро» П. И. Чайковского (1996), «Жизель» А. Адана (1997), «Красный мак» Р. Глиэра (2010). Поставил оперу «Травиата» (1996) и хореографию в операх режиссёра Ф. Дзеффирелли «Аида» (1990, 2002, 2006), «Хованщина» (1996), «Травиата» (2009).
Поставил в Татарском театре оперы и балета Мессу Си минор И. С. Баха «Даруй нам мир» (2015) и Реквием В.-А. Моцарта «И воссияет вечный свет» (2020) для солистов, хора, балета и оркестра. Снимал в качестве режиссёра и хореографа и снимался в телебалетах «Анюта» и «Дом у дороги» на музыку В. А. Гаврилина и других. Снял художественный фильм «Фуэте» (Ленфильм, 1986) и снялся в нём.
В 1982 году окончил балетмейстерское отделение ГИТИСа, в 1982—1995 годах преподавал там же хореографию, в 1985—1995 — заведующий кафедрой хореографии (с 1990 года — профессор).
В 1995—2000 годах работал Художественным руководителем-директором Большого театра. Был инициатором строительства Новой сцены Большого театра, при его руководстве и под его контролем это здание было построено в 2000 году.
В 2003 году был в составе жюри конкурса «Евровидение для молодых танцоров 2003» в Амстердаме.
В 2014 году выступил в партии Ильи Андреевича Ростова в хореографической миниатюре «Первый бал Наташи Ростовой» на сборную музыку (хореография Р. Поклитару), показанном на открытии Зимних Олимпийских игр 2014 в Сочи.
В 2008, 2014, 2016 и 2018 годах председатель жюри Международного конкурса артистов балета в Варне, Болгария.
В 2020 году по инициативе и при непосредственном участии В. Васильева была открыта балетная школа Большого театра в Жоинвили (Бразилия).
В 2021 году получил звание Почётного члена Академии художеств.

## Семья
- Жена и постоянный сценический партнёр — Екатерина Сергеевна Максимова (1939—2009), балерина, народная артистка СССР (1973).

## Общественная деятельность
Почётный профессор МГУ (с 1995), действительный член Международной академии творчества (с 1989) и Академии российского искусства (с 1990), секретарь Союза театральных деятелей России, заместитель председателя исполкома Российского центра Международного совета танца при ЮНЕСКО (с 1990), профессор Российской академии театрального искусства (ГИТИС), почетный доктор гуманитарных наук Центр-колледжа (США), Почётный член Российской академии художеств, член Творческого союза художников России и Международной Федерации художников, Союза художников Татарстана,  член жюри Российской независимой премии в области высших достижений литературы и искусства «Триумф» (с 1992), член Попечительского Совета российской Премии Людвига Нобеля (с 2007), Президент Фонда Галины Улановой (с 1998).
В 1990—1995 годах — председатель жюри, с 1996 — художественный руководитель Открытого конкурса артистов балета «Арабеск» (Пермь), с 2004 года — председатель жюри ежегодного Международного детского фестиваля «Танцолимп» (Берлин).

## Конкурс «Арабеск»
Вместе с женой Е. С. Максимовой приложил много усилий к проведению Открытого конкурса артистов балета «Арабеск». В 2008 году «Арабеск» совпал с пятидесятилетием творческой деятельности супружеской пары и поэтому десятый конкурс был посвящён им. Следующий, одиннадцатый, конкурс, посвящённый памяти Е. С. Максимовой, совпал с 70-летием Владимира Васильева. Вместе с Д. Хохловой он станцевал и выступил в роли хореографа-постановщика в хореографической миниатюре «Баллада» на музыку Ф. Шопена.

## О В. В. Васильеве
«Уже в процессе работы над спектаклем („Каменный цветок“ — ред.) я полюбил дарование Васильева, его, я бы сказал, демократическую природу, раскрывшуюся в образе Данилы так неожиданно после „Вальпургиевой ночи“ и „Шопенианы“. Я ещё не знал, какой стороной повернётся его талант в диаметрально противоположном — героическом характере Спартака или наилиричнейшем Щелкунчике. Всё это было ещё впереди, но после премьеры „Каменного цветка“ Васильев уже стал Васильевым — танцовщиком редчайшего таланта. (…) Его Щелкунчик — идеальный сказочный герой. Трогательная кукла и поэтичный принц, мужественный и смелый, он, как и подобает истинному сказочному принцу, по-настоящему элегантен. В труднейшей вариации второго акта Васильев показал, как он умеет, если это необходимо, укрощать свой темперамент, организуя его в рамках чисто классического танца. Следующая моя личная встреча с Владимиром Васильевым — это Спартак. Не скрою, выбор исполнителя на главную роль сделан был не без колебаний, но я поверил, что Васильев — это как раз тот артист, который сможет раскрыть самые дорогие мне в образе Спартака качества. В первую очередь это олицетворение высокого античного духа, стремление к свободе, интеллект. Васильев понял, почувствовал дух спектакля, он стал не просто исполнителем моих предложений, но и единомышленником, процесс постановочной работы с которым доставил мне большое удовлетворение».— Юрий Григорович

 «Васильев ― не просто танцовщик редкого таланта, он буквально выдающийся феномен в истории балета. Он настоящий гений танца. К нимбу этого огромного художника надо добавить ещё чудесный характер, наблюдательность, пытливость и балетмейстерское дарование». — Касьян Голейзовский

 «Говоря слово „Бог“ применительно к Васильеву, я имею в виду чудо в искусстве, совершенство. Такого диапазона возможностей у предшественников не было. По разноликости он не идёт в сравнение ни с кем. Трагедия, драма, лирическая поэма, комедия ― всё подвластно Васильеву». — Фёдор Лопухов

«Спартак Владимира Васильева… В 28 лет он сделал роль, которая сразу встала в тот избранный, имеющий общекультурное и вневременное значение ряд, где Лебедь Анны Павловой, Джульетта Галины Улановой, Кармен Майи Плисецкой. Та же в ней высота постигнуть мир и танцем, пластикой выразить это постижение. Васильев и на репетициях прекрасен и неистов. Он заражает, электризует окружающих своей духовной энергией, своей неистовой волей». — Асаф Мессерер

 «Танец Васильева — как бы хореографическая мелодия — певучие движения, пластическая кантилена. Он, этот танец, может быть и страстно-зажигательным, и строгим, мужественно-героическим, и элегически-задумчивым. И всегда он несёт в себе глубину мысли, силу чувства». — Алексей Ермолаев

 «Вот когда „летит“ Владимир Васильев — это поэзия, ибо здесь порыв духа. Артист, обладающий совершенной техникой и ощущением музыки, подчиняет себе сценическое пространство, живописуя его своим свободным штрихом, как художник кистью. Умение вот так „разговаривать“ и есть смысл артиста». — Игорь Моисеев

 «Обладая редким даром пластического перевоплощения, Васильев подчиняет танец стилистике образа. Носитель лучших традиций русского балета, Васильев постиг все тонкости и современной хореографии. Большая удача Васильева — партия Щелкунчика-принца. Вначале механические, резкие и отрывистые движения становятся по мере развития темы одухотворёнными, широкими, мужественными и певучими, чистота танцевального рисунка отражает чистоту души героя. Выдающаяся работа артиста — партия Спартака. Танец Спартака-Васильева кажется пластическим символом героических, светлых порывов и стремлений». — Борис Львов-Анохин

## Творчество

### Балетные партии
ГАБТ СССР
- 1958 — опера «Русалка» А. С. Даргомыжского, хореография Е. И. Долинской, Б. С. Холфина — Цыганский танец
- 1958 — опера «Демон» А. Г. Рубинштейна, хореография В. И. Вайнонена — танец «Лезгинка»
- 1958 — хореографическая картина «Вальпургиева ночь» в опере «Фауст» Ш. Гуно, хореография Л. М. Лавровского — Пан
- 1958—"Шопениана" на музыку Ф. Шопена, постановка М. М. Фокина, возобновление Е. Н. Гейденрейх — Юноша
- 1959 — «Каменный цветок» С. С. Прокофьева, балетмейстер-постановщик Ю. Н. Григорович — Данила
- 1959 — «Золушка» С. С. Прокофьева, балетмейстер-постановщик Р. В. Захаров — Принц
- 1959 — «Танцевальная сюита» на музыку Д. Д. Шостаковича, балетмейстер-постановщик А. А. Варламов — Солист — первый исполнитель
- 1960 — хореографическая миниатюра «Нарцисс» на музыку Н. Н. Черепнина, хореография К. Я. Голейзовского — Нарцисс — номер поставлен балетмейстером специально на В. В. Васильева («Хореографические композиции Касьяна Голейзовского», вечер артистов Большого театра в Государственном концертном зале им. П. И. Чайковского)
- 1960 — хореографическая миниатюра «Фантазия» на музыку романса С. Н. Василенко «Лети, мой сон», хореография К. Я. Голейзовского — номер поставлен балетмейстером специально на В. В. Васильева и Е. С. Максимову («Хореографические композиции Касьяна Голейзовского», вечер артистов Большого театра в Государственном концертном зале им. П. И. Чайковского)
- 1960 — «Ромео и Джульетта» С. С. Прокофьева, балетмейстер-постановщик Л. М. Лавровский — Бенволио
- 1960 — «Шурале» Ф. З. Яруллина, балетмейстер-постановщик Л. В. Якобсон — Батыр — первый исполнитель в московской редакции
- 1960 — «Конёк-горбунок» Р. К. Щедрина, балетмейстер-постановщик А. И. Радунский — Иванушка — первый исполнитель
- 1961 — «Лесная песня» Г. Л. Жуковского, балетмейстеры-постановщики О. Г. Тарасова, А. А. Лапаури — Лукаш — первый исполнитель
- 1961 — «Страницы жизни» А. М. Баланчивадзе, балетмейстер-постановщик Л. М. Лавровский — Андрей
- 1962 — «Паганини» на музыку С. В. Рахманинова, балетмейстер-постановщик Л. М. Лавровский — Паганини
- 1962 — «Спартак» А. И. Хачатуряна, балетмейстер-постановщик Л. В. Якобсон — Раб — первый исполнитель
- 1962 — «Дон Кихот» Л. Ф. Минкуса, хореография А. А. Горского, Р. В. Захарова, К. Я. Голейзовского; возобновление И. Вас. Смольцова — Базиль
- 1963 — «Класс-концерт» на музыку А. К. Глазунова, К. Н. Лядова, С. М. Ляпунова, А. Г. Рубинштейна, Д. Д. Шостаковича, балетмейстер-постановщик А. М. Мессерер — Солист — участник премьеры
- 1963 — «Лауренсия» А. А. Крейна, хореография В. М. Чабукиани — Фрондозо
- 1963 — «Спящая красавица» П. И. Чайковского, новая композиция и редакция Ю. Н. Григоровича (по М. И. Петипа) — Голубая птица
- 1964 — «Жизель» А. Адана, хореография Ж. Коралли, Ж. Перро и М. И. Петипа, редакция Л. М. Лавровского — Граф Альберт
- 1964 — «Петрушка» И. Ф. Стравинского, постановка М. М. Фокина, возобновление К. Ф. Боярского — Петрушка — первый исполнитель в данной редакции
- 1964 — «Лейли и Меджнун» С. А. Баласаняна, балетмейстер-постановщик К. Я. Голейзовский — Кайс (Меджнун) — первый исполнитель, партия создавалась специально на В. В. Васильева
- 1966 — «Щелкунчик» П. И. Чайковского, балетмейстер-постановщик Ю. Н. Григорович — Щелкунчик-принц — первый исполнитель
- 1968 — «Спартак» А. И. Хачатуряна, балетмейстер-постановщик Ю. Н. Григорович — Спартак — первый исполнитель
- 1971 — «Икар» С. М. Слонимского, балетмейстер-постановщик и исполнитель партии Икара
- 1973 — «Ромео и Джульетта» С. С. Прокофьева, балетмейстер-постановщик Л. М. Лавровский — Ромео
- 1973 — «Спящая красавица» П. И. Чайковского, вторая редакция Ю. Н. Григоровича (по М. И. Петипа) — Принц Дезире — первый исполнитель
- 1975 — «Иван Грозный» на музыку С. С. Прокофьева, балетмейстер-постановщик Ю. Н. Григорович — Иван IV — участник премьерных спектаклей
- 1976 — «Ангара» А. Я. Эшпая, балетмейстер-постановщик Ю. Н. Григорович — Сергей — первый исполнитель
- 1976 — «Икар» С. М. Слонимского, балетмейстер-постановщик (вторая редакция) — Икар — первый исполнитель
- 1979 — дуэт из балета «Ромео и Юлия» Г. Берлиоза, балетмейстер-постановщик М. Бежар — Ромео — первый исполнитель в СССР
- 1980 — «Макбет» К. В. Молчанова, автор либретто и балетмейстер-постановщик — Макбет — первый исполнитель
- 1986 — «Анюта» на музыку В. А. Гаврилина, автор либретто (совместно с А. А. Белинским) и балетмейстер-постановщик — Пётр Леонтьевич — первый исполнитель

На сценах других театров
- 1977 — «Петрушка» (Petrushka) И. Ф. Стравинского, балетмейстер-постановщик М. Бежар (труппа «Балет XX века», Бельгия) — Юноша — первый исполнитель, партия создавалась специально на В. В. Васильева
- 1987 — «Голубой ангел» (L’Ange Bleu) на музыку М. Констана, балетмейстер-постановщик Р. Пети (труппа «Марсельский балет», Франция) — профессор Унрат
- 1988 — «Грек Зорба» (Zorba il Greco) на музыку М. Теодоракиса, балетмейстер-постановщик Лорка Мясин («Арена ди Верона», Италия) — Зорба — первый исполнитель
- 1988 — «Парижское веселье» (Gaieté Parisienne) на музыку Ж. Оффенбаха, постановка Леонида Ф. Мясина, возобновление Лорки Мясина (Театр «Сан-Карло», Неаполь, Италия) — Барон — первый исполнитель возобновленного спектакля
- 1988 — «Пульчинелла» (Pulcinella) на музыку И. Ф. Стравинского, постановка Леонида Ф. Мясина, возобновление Лорки Мясина (Театр «Сан-Карло», Неаполь, Италия) — Пульчинелла — первый исполнитель возобновленного спектакля
- 1989 — «Нижинский. Воспоминания юности» (Nijinsky. Memoria di Giovinezza) — спектакль на музыку разных композиторов, режиссёр Б. Менегатти; хореографы: В. В. Васильев, В. Эглинг, М. Ходсон, Э. Хатчинсон, Р. Нуньес, Г. Уайтинхем (Театр «Сан-Карло», Неаполь, Италия) — Нижинский — первый исполнитель
- 1994 — «Золушка» С. С. Прокофьева (Театр "Кремлёвский балет") — балетмейстер-постановщик и первый исполнитель партии Мачехи
- 2000 — «Долгое путешествие в Рождественскую ночь» (Lungo Viaggio nella Notte di Natale) — спектакль на музыку П. И. Чайковского и И. Ф. Стравинского, режиссёр Б. Менегатти (Римская опера) — первый исполнитель роли Маэстро
- 2009 — «Дягилев Мусагет. Венеция, август 1929» (Diaghilev Musaget. Venezia, agosto 1929) — синтетический лирико-драматический и балетный спектакль на сборную музыку, режиссёр Б. Менегатти (Римская опера на сцене Театро Национале) — первый исполнитель главных ролей Дягилева и Нижинского.

Гастроли
Выступал в качестве приглашённого солиста в крупнейших театрах мира: Ла Скала (Италия), «Арена ди Верона» (Италия), театр «Сан-Карло», (Неаполь, Италия), Римская опера, театр «Колон» (Аргентина), в труппах Национального балета Кубы, Американского балетного театра, «Балета XX века» (Бельгия), «Марсельского балета» (Франция); в театре «Кремлёвский балет» (Москва); принимал участие в гастролях Ленинградского театра оперы и балета им. С. М. Кирова (ныне — Мариинский театр) и МАЛЕГОТа в Париже и др.

### Постановки
- 1969 — «Принцесса и Дровосек», сказка-комедия Г. Волчек и М. Микаэлян (Театр «Современник»
- 1971 — «Икар», балет С. Слонимского (Большой театр, 1976 — вторая редакция)
- 1977 — «Тахир и Зухра», опера-балет Т. Джалилова (Большой театр имени Алишера Навои, Ташкент)
- 1978 — «Эти чарующие звуки…», балет на музыку А. Корелли, Дж. Торелли, В.-А. Моцарта, Ж.-Ф. Рамо (Большой театр)
- 1980 — «Макбет», балет К. Молчанова (Большой театр; 1981 — Новосибирский театр оперы и балета; 1984 — Немецкая государственная опера, Берлин; 1986 — Будапештская опера, Венгрия; 1990 — театр «Кремлёвский балет»)
- 1981 — «Юнона и Авось», рок-опера А. Рыбникова, режиссёр М. Захаров (Ленком)
- 1981 — вечер памяти «В честь Галины Улановой» / Hommage d’Oulanova (постановщик и один из исполнителей, концертный зал «Плейель», Париж)
- 1981 — «Я хочу танцевать» на музыку русских композиторов (Государственный центральный концертный зал «Россия»; 1990 — Большой театр)
- 1981 — «Фрагменты одной биографии» на музыку аргентинских композиторов (концертный зал «Россия»; 1990 — Большой театр)
- 1983 — хореографическая композиция на музыку П. Чайковского (Балет Елисейских полей, Париж; 1990 — Большой театр)
- 1986 — «Анюта», балет на музыку В. Гаврилина по рассказу А. Чехова (Большой театр, театр «Сан-Карло», Рижский театр оперы и балета; 1987 — Челябинский театр оперы и балета имени М. И. Глинки; 1990 — Татарский театр оперы и балета имени Мусы Джалиля, Казань; 1993 — Пермский театр оперы и балета имени П. И. Чайковского; 2008 — Омский музыкальный театр; Воронежский театр оперы и балета; 2009 — Красноярский театр оперы и балета; 2011 — Самарский театр оперы и балета)
- 1988 — «Элегия», концертный номер на музыку С. Рахманинова (Большой театр)
- 1988 — «Паганини», новая редакция балета Л. Лавровского на музыку С. Рахманинова (театр «Сан-Карло»; 1995 — Большой театр)
- 1989 — «Сказка о Попе и работнике его Балде», музыкально-драматическая композиция на музыку Д. Шостаковича (Концертный зал им. П. И. Чайковского, постановщик и сорежиссёр Ю. Борисова; первый исполнитель роли Балды)
- 1990 — «Ромео и Джульетта», балет С. Прокофьева (Московский музыкальный театр имени К. С. Станиславского и Вл. И. Немировича-Данченко; 1993 — Литовская национальная опера, Вильнюс; 1999 — Латвийская национальная опера, Рига; 2002 — Муниципальный театр Рио-де-Жанейро)
- 1991 — «Дон Кихот», балет Л. Минкуса (Американский театр балета; 1994 — «Кремлёвский балет»; 1995 — Литовская национальная опера; 2001 — «Токио-балет», Япония; 2007 — Национальный театр, Белград)
- 1993 — «Аида» Дж. Верди, хореографические сцены в опере (режиссёр Ф. Дзеффирелли (Римская опера; 2004 — Арена ди Верона; 2006 — театр «Ла Скала»)
- 1994 — «Золушка», балет С. Прокофьева («Кремлёвский балет», постановщик и первый исполнитель роли мачехи Золушки; 2002 — Челябинский театр оперы и балета; 2006 — Воронежский театр оперы и балета)
- 1994 — «Жизель», балет А. Адана, новая хореографическая редакция на основе хореографии Ж. Коралли, Ж. Перро, М. Петипа (Римская опера; 1997 — Большой театр)
- 1994 — «Ностальгия» на музыку русских композиторов (театр «Кремлёвский балет», постановщик и первый исполнитель главной партии)
- 1994 — «Художник читает Библию», музыкально-драматическая композиция (Музей изобразительных искусств им. А. С. Пушкина)
- 1995 — «О, Моцарт! Моцарт…», реквием на музыку В.-А. Моцарта, Н. Римского-Корсакова, А. Сальери («Новая опера», Москва)
- 1995 — «Хованщина» М. Мусоргского, хореографические сцены в опере (режиссёр Б. Покровский, Большой театр)
- 1996 — «Лебединое озеро», балет П. И. Чайковского, хореографическая редакция с использованием фрагментов хореографии Л. Иванова (Большой театр)
- 1996 — «Травиата» Дж. Верди (Большой театр)
- 1997 — хореографическая композиция на музыку увертюры к опере М. Глинки «Руслан и Людмила» (Большой театр)
- 1999 — «Балда», балет на музыку Д. Шостаковича (Большой театр; 2006 — Театр оперы и балета Санкт-Петербургской консерватории)
- 2009 — «Заклятие рода Эшеров», балет на музыку Г. Гетти (Большой театр, новая сцена)
- 2015 — «Даруй нам мир», балет на музыку Мессы си минор И. С. Баха (Татарский театр оперы и балета имени Мусы Джалиля)

Кроме этого, поставил свыше 20 хореографических номеров и композиций на разных сценах мира («Двое», «Классическое па-де-де», «Русская», «Два немецких танца» и «Шесть немецких танцев», «Ария», «Менуэт», «Вальс», «Карузо», «Шут», «Петрушка», «Элегия», «Увертюра на еврейские темы» на музыку одноимённого сочинения С. С. Прокофьева (1992), «Синкопы» и др.), а также хореографические композиции в многочисленных художественных кинофильмах.

### Фильмография
Видеозаписи балетных спектаклей
- 1970 — «Спартак» — Спартак (спектакль ГАБТа СССР, композитор А. И. Хачатурян, балетмейстер-постановщик Ю. Н. Григорович, дирижёр А. Жюрайтис)
- 1974 — «Ромео и Джульетта» — Ромео (спектакль ГАБТа СССР, композитор С. С. Прокофьев, балетмейстер-постановщик Л. М. Лавровский, дирижёр А. Жюрайтис)
- 1978 — «Щелкунчик» — Щелкунчик-принц (спектакль ГАБТа СССР, композитор П. И. Чайковский, балетмейстер-постановщик Ю. Н. Григорович, дирижёр А. Копылов)
- 1978 — «Каменный цветок» — Данила (спектакль ГАБТа СССР, композитор С. С. Прокофьев, балетмейстер-постановщик Ю. Н. Григорович, дирижёр А. Копылов)
- 1994 — «Золушка» — мачеха Золушки (спектакль Театра балета Государственного Кремлёвского Дворца, композитор С. С. Прокофьев, балетмейстер-постановщик В. В. Васильев, дирижёр М. Плетнёв)

Художественные кинофильмы, фильмы-балеты
- 1961 — «СССР с открытым сердцем» (фильм-концерт), режиссёры В. Катанян, Л. Кристи) — солист
- 1962 — «Сказка о Коньке-горбунке» (режиссёры А. Радунский и З. Тулубьева) — Иванушка
- 1969 — «Москва в нотах» (музыкальный фильм)
- 1969 — «Похищение» — артист Васильев
- 1970 — «Трапеция» (режиссёры Ф. Слидовкер, В. Смирнов-Голованов) — Арлекин
- 1975 — «Спартак» — Спартак
- 1980 — «Большой балет» (фильм-концерт)
- 1980 — «Жиголо и Жиголетта» (хореограф и сорежиссёр А. Белинского) (короткометражный) — Сид Котмен
- 1981 — «50 лет театру кукол Сергея Образцова» (фильм-спектакль)
- 1982 — «Анюта» (хореограф и сорежиссёр А. Белинского) — Пётр Леонтьевич
- 1983 — «Травиата» (режиссёр Ф. Дзеффирелли) — матадор
- 1984 — «Ностальгия» на музыку русских композиторов, хореография В. Васильева — солист
- 1985 — «Фрагменты одной биографии» на музыку аргентинских композиторов, хореография В. Васильева — солист
- 1985 — «Дом у дороги» на музыку В. Гаврилина по поэме А. Твардовского (хореограф, сорежиссёр А. Белинского и исполнитель главной роли Андрея)
- 1986 — «Фуэте» (хореограф и сорежиссёр Б. В. Ермолаева) — Андрей Новиков / Мастер[19]
- 1988 — «Гран па в белую ночь» (музыкальный фильм)
- 1992 — «Евангелие для лукавого» (фильм-оратория) — центральные роли

Документальное кино
- 1973 — «Дуэт» — фильм, посвящённый творчеству Е. Максимовой и В. Васильева
- 1981 — «Мир Улановой» (документальный) (режиссёр)
- 1989 — «Катя и Володя» (режиссёр Д. Делуш, производство Франции) — фильм, посвящённый творчеству Е. Максимовой и В. Васильева
- 1990 — «И осталось, как всегда, недосказанное что-то…» — фильм, посвящённый творчеству Е. Максимовой и В. Васильева
- 2000 — «Отражения» — фильм о творчестве В. Васильева — 2000 г., 52 мин., режиссёр Н. Тихонов[20]
- 2005 — «Владимир Васильев. Большой балет» — фильм, 2005 г., 4 серии по 26 мин., режиссёр Н. Тихонов

Участие в фильмах
- 1970 — Парад аттракционов (документальный)
- 1985 — Анна Павлова (документальный) — комментарии к фильму
- 1987 — Балет от первого лица (документальный)
- 1991 — Откровения балетмейстера Федора Лопухова (документальный)
- 1999 — Катя (документальный)
- 2005 — Взлёты и падения Мариса Лиепы (документальный)
- 2006 — Арам Хачатурян (из цикла передач телеканала ДТВ «Как уходили кумиры») (документальный)
- 2007 — Марис Лиепа (из цикла передач телеканала ДТВ «Как уходили кумиры») (документальный)
- 2007 — Нериюс (Литва, документальный)
- 2009 — Савелий Ямщиков. Числюсь по России (документальный)
- 2009 — Синее море…белый пароход…Валерия Гаврилина (документальный)
- 2009 — Фуэте длиною в жизнь… (документальный)
- 2010 — Татьяна Вечеслова. Я — балерина (документальный)
- 2011 — Ия Саввина. Гремучая смесь с колокольчиком (документальный)

### Живопись
Пишет картины. Десять персональных выставок его живописных работ прошли в Москве, Санкт-Петербурге, Перми и других городах.

## Звания и награды
- Заслуженный артист РСФСР (1964)
- Народный артист РСФСР (1969)[21]
- Народный артист СССР (1973)
- Ленинская премия (1970) — за исполнение заглавной партии в балетном спектакле «Спартак» А. И. Хачатуряна
- Государственная премия СССР (1977) — за исполнение партии Сергея в балетном спектакле «Ангара» А. Я. Эшпая
- Государственная премия РСФСР имени братьев Васильевых (1984) — за участие в создании фильма-балета «Анюта» (1981)
- Государственная премия РСФСР имени М. И. Глинки (1991, в области музыкального искусства) — за концертные программы последних лет[22]
- Премия Ленинского комсомола (1968) — за высокое мастерство и создание образа народного героя в балетных спектаклях ГАБТ
- Премия Мэрии Москвы в области литературы и искусства (1997)
- Орден «За заслуги перед Отечеством» IV степени (2000) — за большой вклад в развитие отечественного хореографического искусства[23]
- Орден «За заслуги перед Отечеством» III степени (2008) — за большой вклад в развитие отечественного хореографического искусства, многолетнюю творческую и общественную деятельность[24]
- Орден Ленина (1976)
- Орден Дружбы народов (1981)
- Орден Трудового Красного Знамени (1986)
- Орден «За заслуги» (1999, Франция)
- Орден Риу-Бранку (2004, Бразилия)
- Командор ордена Звезды Италии (2015, Италия)[25]
- Орден Восходящего солнца 3 степени (Япония)
- Рыцарь Международного орден Святого Константина Великого (Союз Святого Константина, 1998)
- Орден святого благоверного князя Даниила Московского III степени (РПЦ, 1999)
- Медаль Академии искусств Аргентины (1983)
- Почётная медаль Фонда Карины Ари (1998, Швеция)
- Медаль «За заслуги» принцессы Доны Франчески (2000, Бразилия)
- Медаль имени П. Пикассо (2000)
- Первая премия и золотая медаль на VII Всемирном фестивале молодежи и студентов в Вене (1959)
- Гран При и золотая медаль на 1-м на Международном конкурсе артистов балета в Варне (1964)
- Премия имени В. Нижинского — «Лучший танцовщик мира» (1964, Парижская академия танца)
- Специальная премия и золотая медаль Варненского горкома комсомола (1964, Болгария)
- Премия имени М. Петипа «Лучший дуэт мира» (совместно с Е. С. Максимовой, 1972, Парижская академия танца)
- Премия Римского муниципалитета «Европа-1972» (Италия)
- Приз «Интервидения» на Международном фестивале телефильмов «Злата Прага» (Прага, 1982, за телебалет «Анюта»)
- Большой приз по конкурсу музыкальных фильмов на Х Всесоюзном Фестивале телефильмов (Алма-Ата, 1983, за телебалет «Анюта»)
- Премия Академии Симба (1984, Италия)
- Приз «Интервидения» и приз за лучшее исполнение мужской роли на Международном фестивале телефильмов «Злата Прага» (Прага, 1985, за телебалет «Дом у дороги»)
- Приз за лучший спектакль сезона — балет «Анюта» в театре «Сан-Карло» (Неаполь, 1986)
- Приз за лучший чеховский спектакль на Чеховском фестивале (Таганрог, 1986)
- Премия «Вместе за мир» (1989, Италия)
- Премии имени Дж. Тани — «Лучший балетмейстер» и «Лучший дуэт» (совместно с Е. С. Максимовой, 1989, Италия)
- Премия ЮНЕСКО (1990)
- Премия имени С. П. Дягилева (1990)
- Театральная премия «Хрустальная Турандот» (1991 (совместно с Е. С. Максимовой), 2001 — «За честь и достоинство»)
- Премия города Террачина (1997, Италия)
- Премии «За высочайшие достижения в области хореографии» (США, 2003, Италия 2005)
- Премия «За жизнь в танце» (Италия, 2001)
- Приз журнала «Балет» «Душа танца» в номинации «Легенда балета» (2005)
- Российская премия Л. Э. Нобеля (2007, Фонд Людвига Нобеля, Санкт-Петербург)[26]
- Премия Свободы за выдающийся вклад в развитие российско-американских культурных связей (Нью-Йорк, 2010)
- Международная Премия Станиславского (Международный Фонд К. С. Станиславского, 2010)[27]
- Международная премия «За искусство танца имени Л. Мясина»[28]
- Премия «Легенда» (Ассоциация музыкальных театров России, 2016)[29]
- Специальная премия «Золотая маска» «За выдающийся вклад в развитие театрального искусства» (2019)[30].